# Очанка
Очанка (Euphrasia) — рід рослин родини вовчкові. Очанки поширені у Євразії, Австралазії, Північній Америці, на заході Південної Америки й у північно-західній Африці.

## Ботанічний опис
Представники роду — однорічні, зрідка багаторічні рослини висотою 10–30 см. Паразитують на коренях трав, особливо на коренях злаків.
Стебло у верхній частині розгалужене.
Листки супротивні, яйцеподібні, зубчасті.
Квітки білі, поодинокі, пазушні. Тичинок 4. Приквітки з 4–7 остисто-загостреними зубцями з кожного боку.

## Види
Рід налічує 241 вид. Поширені по цілому світі. В Україні зростають:
- Euphrasia hirtella — очанка шорсткувата
- Euphrasia liburnica — очанка хорватська
- Euphrasia minima — очанка найменша
- Euphrasia nemorosa (у т. ч. Euphrasia coerulea) — очанка гайова
- Euphrasia officinalis (у т. ч. у т. ч. Euphrasia rostkoviana Hayne, Euphrasia montana Jord.) — очанка лучна
- Euphrasia micrantha (у т. ч. Euphrasia parviflora Schag., Euphrasia glabrescens (Wettst.) Wiinst.)
- Euphrasia pectinata — очанка гребеняста
- Euphrasia picta — очанка барвиста
- Euphrasia salisburgensis — очанка зальцбурзька
- Euphrasia stricta — очанка випрямлена
- Euphrasia tatrae — очанка татранська
- Euphrasia taurica — очанка кримська

Деякі інші види:
- Euphrasia arctica
- Euphrasia tatarica